# Alcáçovas

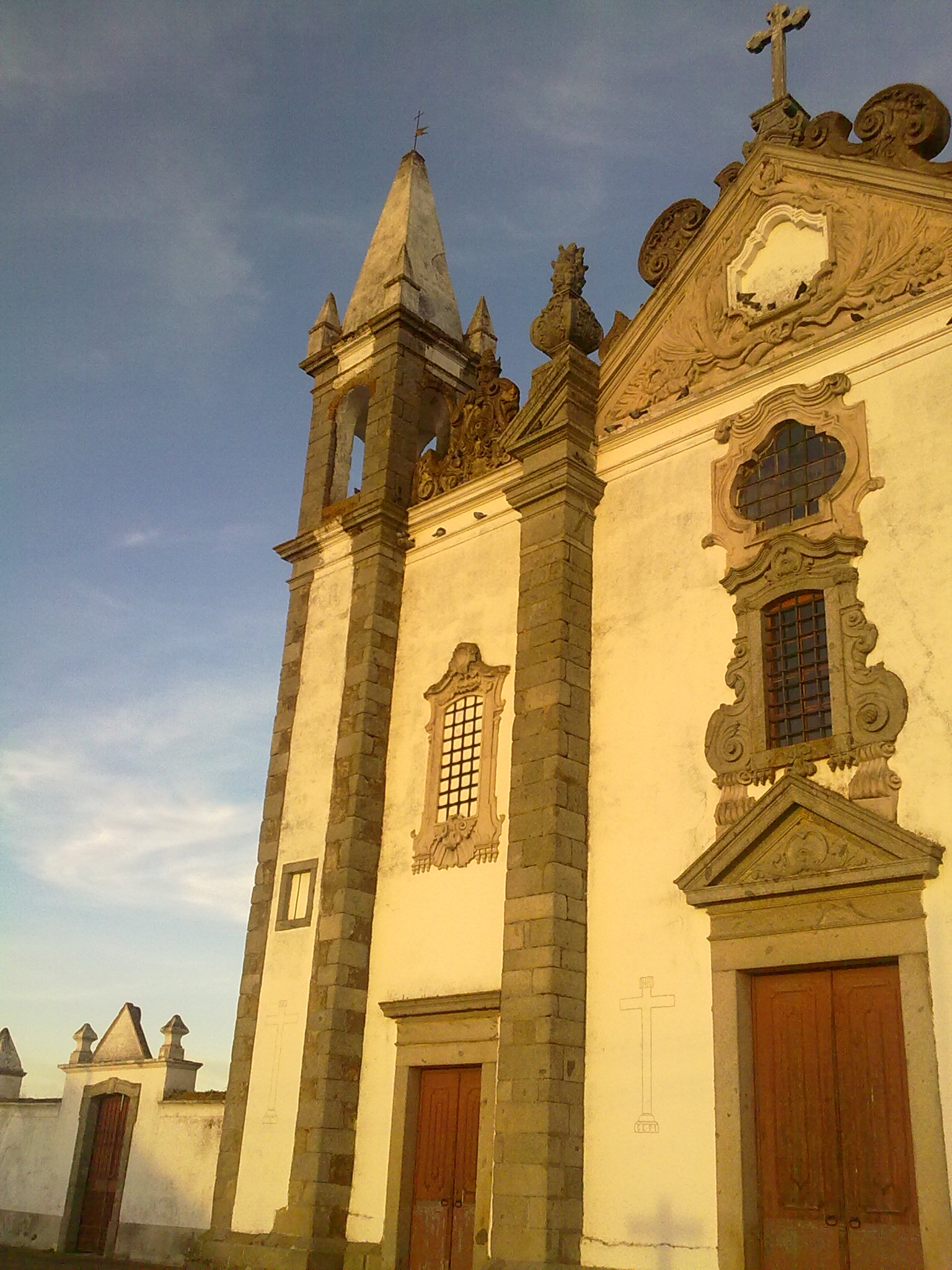
L'església del Salvador d'Alcáçovas

Alcáçovas és una freguesia del concelho (municipi) portuguès de Viana do Alentejo, famosa pel Tractat d'Alcáçovas signat el 4 de setembre de 1479 entre els representants dels Reis Catòlics i d'Alfons V de Portugal.Citada ja als itineraris romans, el nom probablement prové de l'àrab alcassaba, recinte fortificat. El 1271 rebé la categoria de vila i el 1290 es convertí en residència reial. Fins a 1836, tingué municipi propi. Per altra banda, el 1973 fou escenari de les reunions clandestines de militars que desembocaren en la Revolució dels Clavells de 1974. Té uns dos milers d'habitants i una superfície de 268 km², que és gairebé el 70% de tot el municipi. Hi ha indústria del suro, d'oli i de sonalls, que hi són tradicionals.